# Donacaula maximellus
Donacaula maximellus là một loài bướm đêm trong họ Crambidae.